# Sébastien De Raet
Sébastien De Raet (Sint-Joost-ten-Node, 12 december 1928 – 6 november 2013) was een Belgisch volksvertegenwoordiger.

## Levensloop
Na zijn schooljaren in Sint-Joost, was hij vrijwilliger in het Britse Leger. Tijdens de Tweede Wereldoorlog was hij actief in het verzet.
Hij werd journalist bij La Dernière Heure, Pourquoi Pas?, La Wallonie en Le Peuple. Ook was hij hoofdredacteur van de krant van de Socialistische Mutualiteiten. Van 1985 tot 1987 was hij attaché van de socialistische fractie in het Europees Parlement.
In 1988 werd hij voor de PS verkozen tot lid van de Kamer van volksvertegenwoordigers voor het arrondissement Brussel en vervulde dit mandaat tot in 1991. Hij zetelde tevens in het Franse Gemeenschapsparlement. Ook was De Raet elf jaar lang OCMW-raadslid van Overijse.
Hij was een rugbyspeler van RSC Anderlecht Rugby en stichtte in 1964 de BUC Saint-Josse (Bruxelles Université Club). In de jaren zeventig stichtte hij een rugbyclub in het Lyceum Cudell. Hij werd voorzitter van de Nationale Rugbyfederatie.